# Concilio de Toulouse

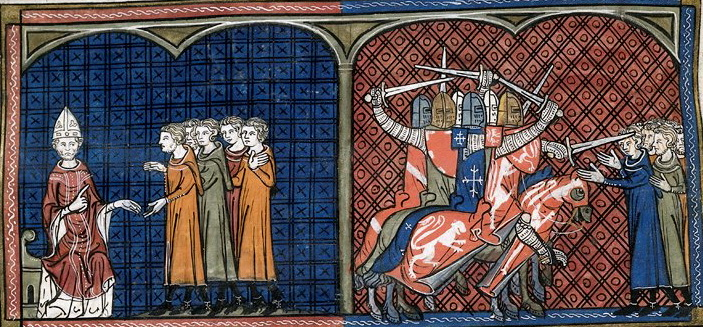
Papa Inocencio III excomulgando a los albigenses (izquierda), masacre contra los albigenses por los cruzados).

El Concilio de Toulouse (1229) fue un concilio de la Iglesia católica convocado por Fulco de Marsella el obispo de Toulouse en 1229. El concilio prohibió a los laicos leer las traducciones vernáculas de la Biblia.

## Antecedentes
El concilio fue convocado por el obispo local para hacer frente a la amenaza percibida del rápido crecimiento del movimiento albigense en el sur de Francia en el siglo XIII. El concilio resolvió que se hiciera una búsqueda en cada parroquia de herejes (albigenses, y cátaros) y que si se encontraban sus casas fueran destruidas, y que se destruyeran las traducciones no latinas de la Biblia,[4][5] e igualmente para otras copias no autorizadas.

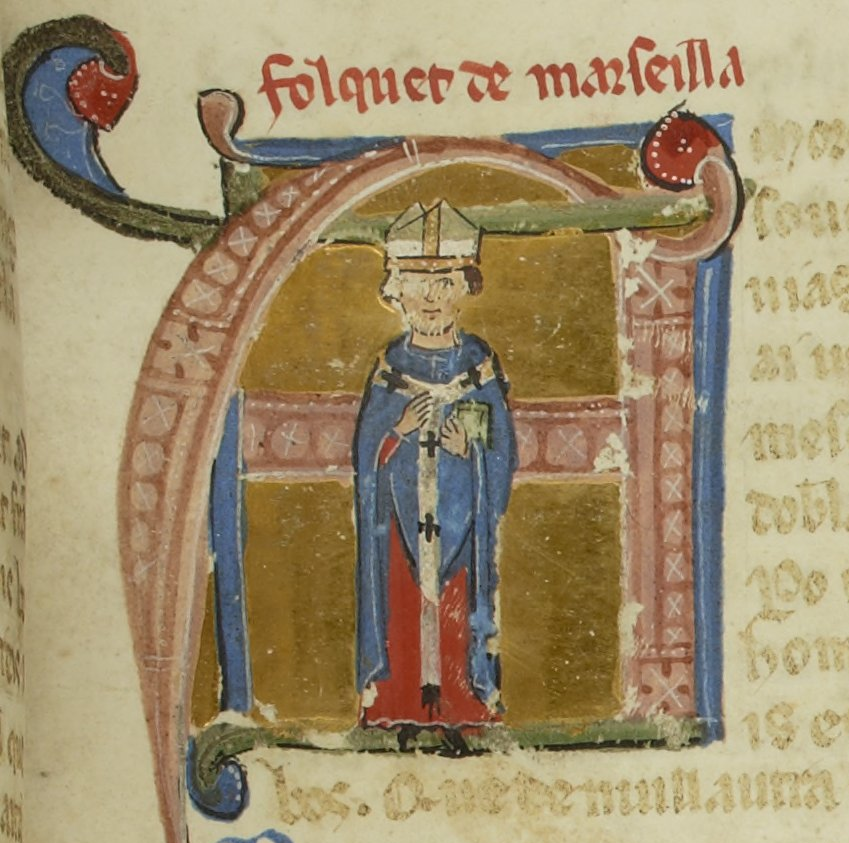
Fulco de Marsella representado sosteniendo una Biblia en BnF (ms. 854 fol. 61).

El concilio se pronunció:

Prohibimos también que se permita a los laicos tener los libros del Antiguo y del Nuevo Testamento, a menos que alguien por motivos de devoción quiera tener el Salterio o el Breviario para los oficios divinos o el Pequeño Oficio de Nuestra Señora; pero prohibimos estrictamente que tengan cualquier traducción de estos libros.

## Legado
Fulco de Marsella, obispo de Toulouse, murió dos años más tarde, en 1231, pero en 1234 se celebró otro concilio en Tarragona para regular el procedimiento de la Inquisición, que había llegado a Toulouse en 1233. y para ratificar también las conclusiones del Concilio de Toulouse.
El canónigo dos de este concilio de Tarragona reafirmó: «Nadie puede poseer los libros del Antiguo y Nuevo Testamento, y si alguien los posee debe entregarlos al obispo local dentro de ocho días, para que sean quemados...»